# Vaimanika
Vaimānika (auch Vimānavāsin) ist eine jainistische Göttergruppe.
Die Vaimanika bilden unterste der vier Götterklassen:
1. Bhavanavāsin
2. Vyantara
3. Jyotiṣka
4. Vaimānika

Sie bewohnen fahrende Paläste in den verschiedenen Etagen der Himmelswelt Loka-Purusha.
Innerhalb der Vaimanika werden noch die Kalpabhava und Kalpatita unterschieden.